# Стежка

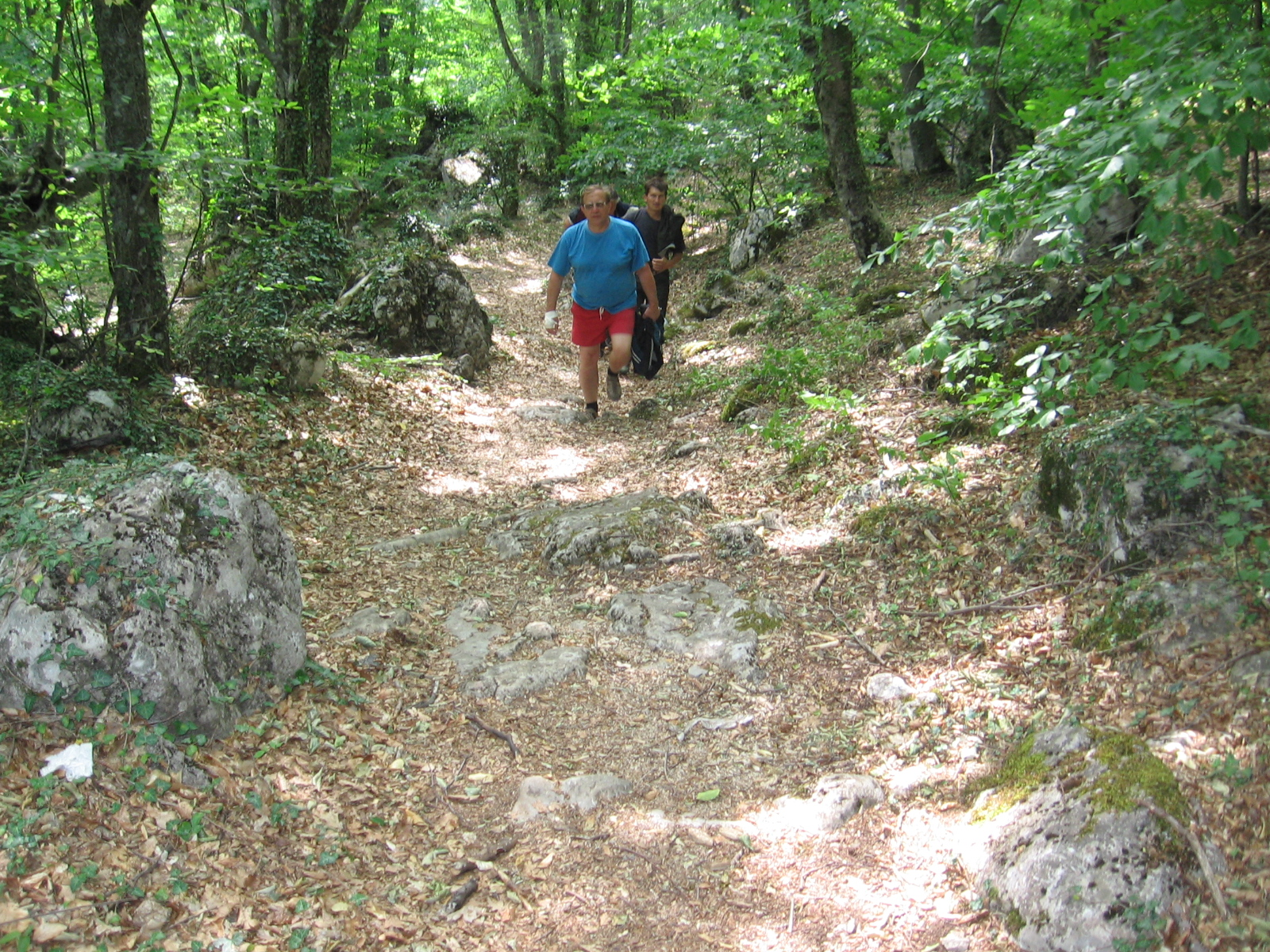
Стежка Талма-Богаз у лісі в районі Парагільмену. Крим.

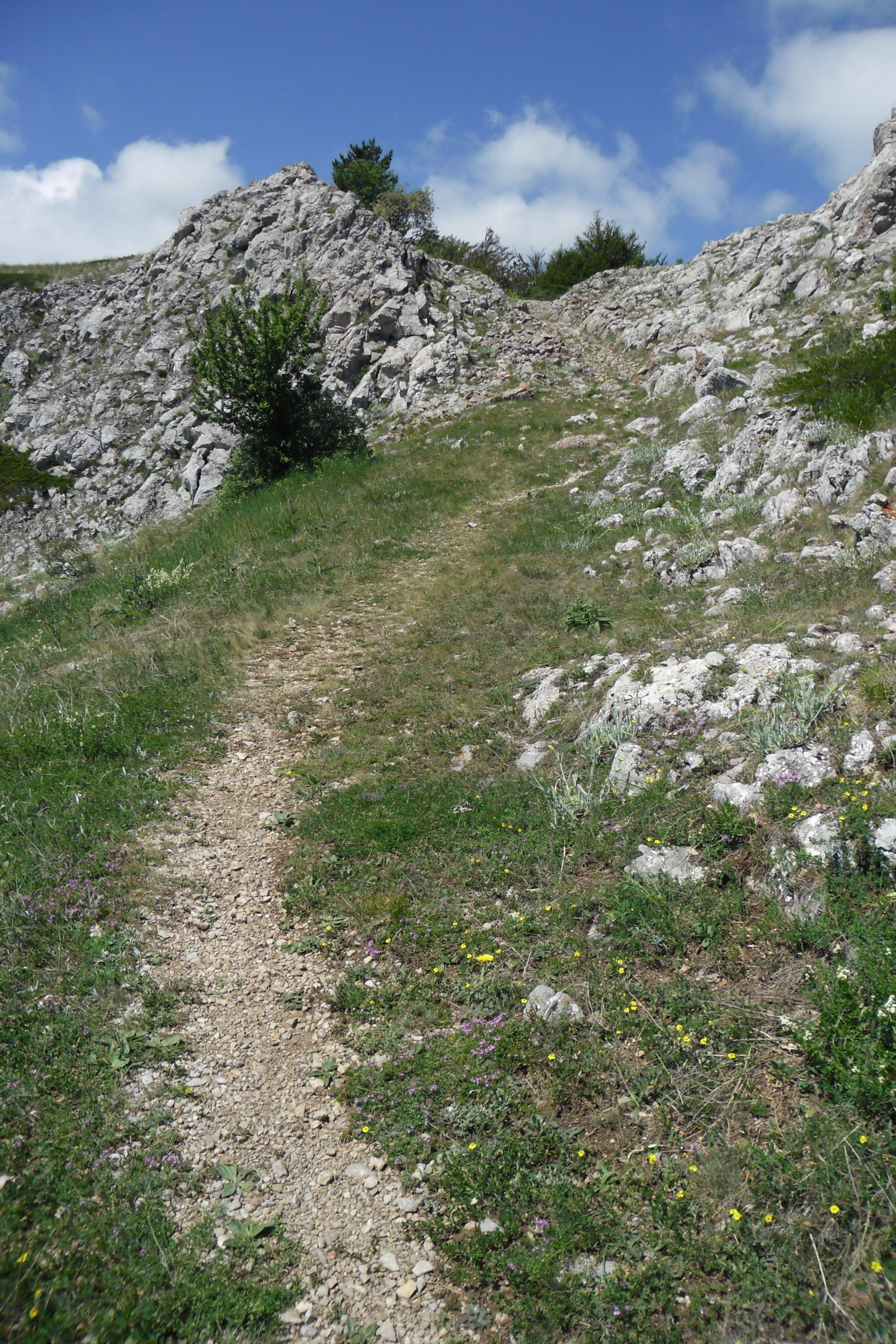
Гірська стежка.

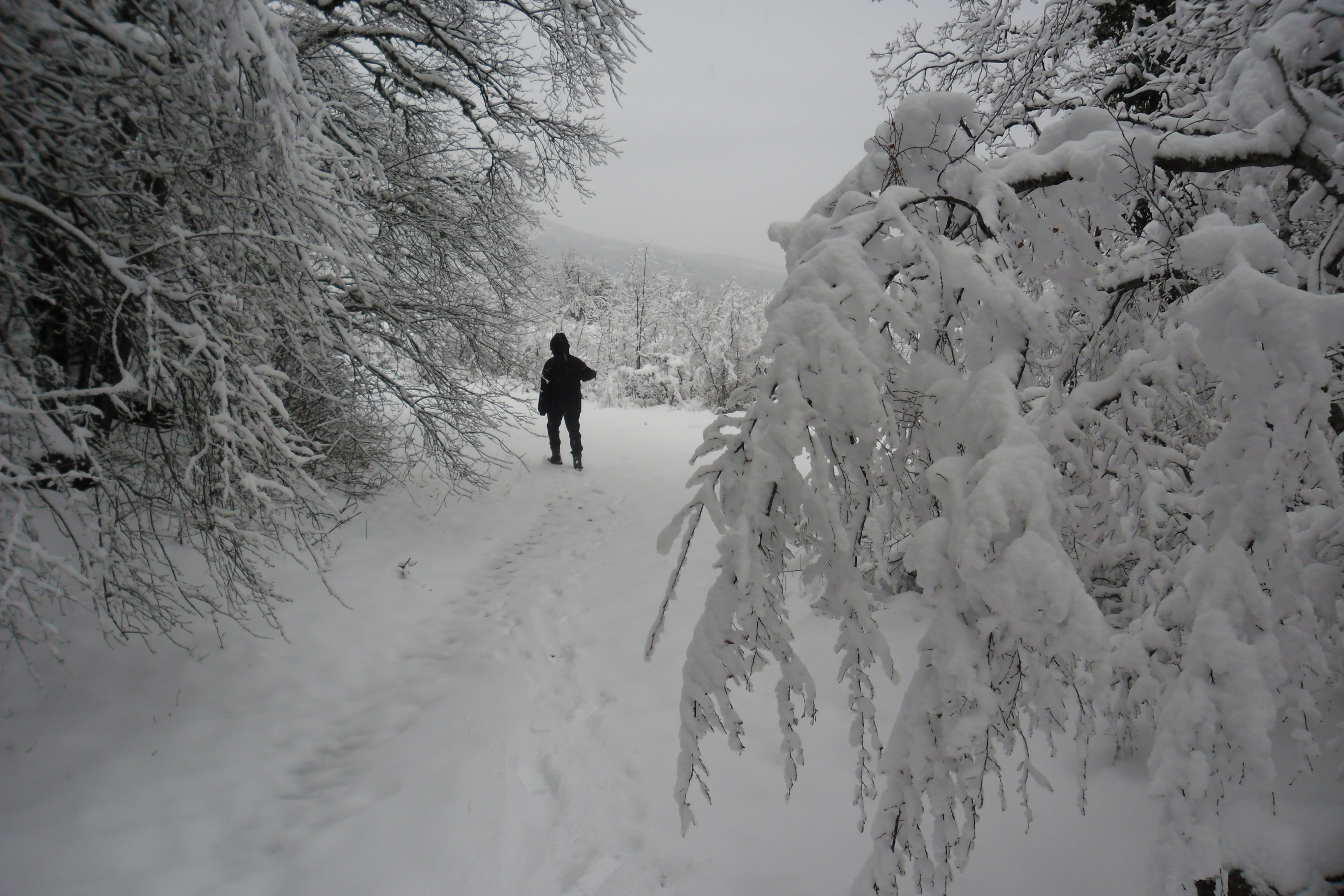
Лісова стежка взимку.

Сте́жка, тропа́ — доріжка, протоптана звірами або людьми чи спеціально зроблена людьми. Гірські стежки також називають плаями.
Гірські стежки на полонинах Карпат називають плаями.
Сте́жка є природним способом фіксації найпростіших географічних знань, а відтак, предтечею картографії.[джерело не вказане 1682 дні]
Довжина стежки зазвичай становить від декількох сотень метрів, після чого вона виводить до більшої дороги. Хоча є і винятки, Аппалачська стежка тягнеться на кілька тисяч кілометрів.
У зонах організованого туризму прокладаються екологічні стежки — пізнавальні прогулянкові маршрути.
Деякі туристичні стежки мають власні назви: Стежка Гріна в Криму, Стежка Снігової Людини в Бутані.
Стежкою Хо Ши Міна називають систему партизанських комунікацій у В'єтнамі.

## Інтернет-ресурси
- Великий тлумачний словник української мови. Київ-Ірпінь: Перун, 2002, 1440 с.
- AdventureSeed Trail Wiki — Interactive map of hiking, mountain biking, and backpacking trails
- Backcountry Secrets Hiking Trails [Архівовано 24 жовтня 2018 у Wayback Machine.] — Hiking trails submitted by members from around the world. Some trails have GPX files when submitted by the members.